# Akraba (Damaszek)
Akraba (arab. عقربا) – miejscowość w Syrii, w muhafazie Damaszek. W 2004 roku liczyła 6799 mieszkańców.